# ایچیکو هاشیموتو (نوازنده)
ایچیکو هاشیموتو (انگلیسی: Ichiko Hashimoto؛ زادهٔ ۱ ژوئیهٔ ۱۹۵۲) نوازنده پیانو، آهنگساز، خوانندگی اهل ژاپن است. وی از سال ۱۹۸۰ میلادی تاکنون مشغول فعالیت بوده‌است.